# کنارنگ (قائنات)
کنارنگ روستایی در دهستان قائن بخش مرکزی شهرستان قائنات استان خراسان جنوبی ایران است. بر پایه سرشماری عمومی نفوس و مسکن در سال ۱۳۹۰ جمعیت این روستا ۹۰ نفر (در ۳۱ خانوار) بوده‌است.